# Krannonas

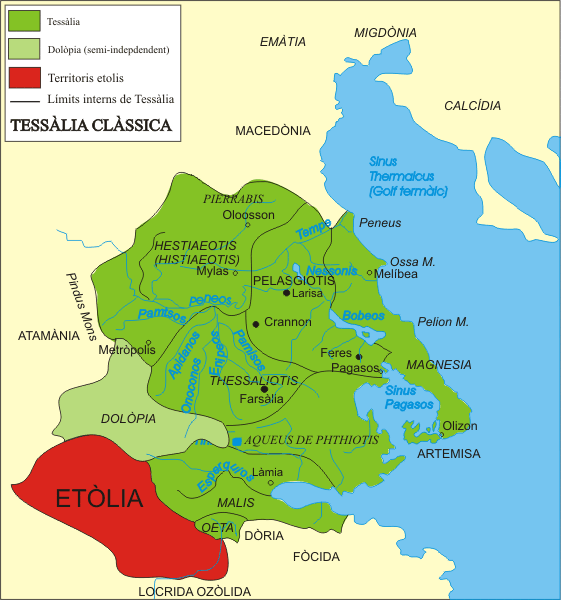
Karta över antikens Thessalien med Krannon utmärkt

Krannonas (grekiska Κραννώνας, antikens Krannon) är en kommun i den grekiska prefekturen Larissa. Befolkningen uppgick år 2001 till 3 274. Kommunens huvudort är Agioi Anargyroi.
Under antiken låg staden Krannon i det thessaliska landskapet Pelasgiotis, omkring 18 km sydväst om Larissa. Den var länge säte för en mäktig adelsätt, skopaderna, som liksom aleuaderna i Larissa utövade ett betydligt politiskt inflytande över hela Thessalien. Krannon är även berömt genom det fältslag som år 322 f.Kr., under det lamiska kriget, utkämpades i dess närhet, då de makedonska fältherrarna Antipatros och Krateros besegrade de allierade grekerna under Aten.